# Argyractis argentilinealis
Argyractis argentilinealis là một loài bướm đêm trong họ Crambidae.